# Chodsigoa dabieshanensis
Chodsigoa dabieshanensis ist eine Spitzmausart aus der Gattung Chodsigoa. Sie kommt lediglich im Dabie Shan im Osten von China vor, wo sie Laubwälder in mittleren Höhenlagen bewohnt. Das Verbreitungsgebiet ist relativ isoliert von anderen Angehörigen der Gattung. Es handelt sich um einen kleinen bis mittelgroßen Vertreter der asiatischen Spitzmäuse, der sich durch seinen verhältnismäßig kurzen Schwanz und das dunkle Fell auszeichnet. Über die Lebensweise der Tiere liegen keine Informationen vor. Die Art wurde während Feldforschungen der Jahre 2017 bis 2020 entdeckt, die wissenschaftliche Erstbeschreibung erfolgte im Jahr 2022.

## Merkmale

### Habitus
Chodsigoa dabieshanensis ist ein kleiner bis mittelgroßer Vertreter der Spitzmäuse. Bei neun untersuchten Exemplaren betrug die Kopf-Rumpf-Länge 6,2 bis 7,3 cm, der Schwanz wurde 5,4 bis 6,4 cm lang. Das Gewicht variierte von 5,7 bis 6,9 g. Insgesamt ist Chodsigoa dabieshanensis kleiner als die weit verbreitete und nahe verwandte De-Winton-Spitzmaus (Chodsigoa hypsibia). Äußerlich ähnelt die Art anderen Angehörigen der Spitzmäuse. Das Fell ist insgesamt dunkelbraun gefärbt, wobei kaum ein Unterschied zwischen Rücken- und Unterseite auftritt. Gegenüber der De-Winton-Spitzmaus ist Chodsigoa dabieshanensis markant dunkler. Der Schwanz ist vergleichsweise kurz und nimmt nur rund 90 % der Länge des restlichen Körpers ein, im Unterschied zu den meisten anderen Arten der Gattung Chodsigoa mit ihren verhältnismäßig längeren Schwänzen. Seine Oberseite zeigt eine braune, die Unterseite eine leicht hellere Farbgebung. Markant ist das büschelartige Schwanzende. Die Ohren sind 0,8 bis 0,9 cm lang, deutlich gerundet und mit kurzen schwarzen Haaren bedeckt. Die Augen wiederum erscheinen klein. Die Rückseiten der Hände und Füße sind mit einem kurzen braunen Fell bewachsen, das seitlich leicht aufhellt. An den Sohlen der Hinterfüße ist der Thenar deutlich vom Hypothenar getrennt. Die Hinterfußlänge beträgt 1,3 bis 1,4 cm.

### Schädel- und Gebissmerkmale

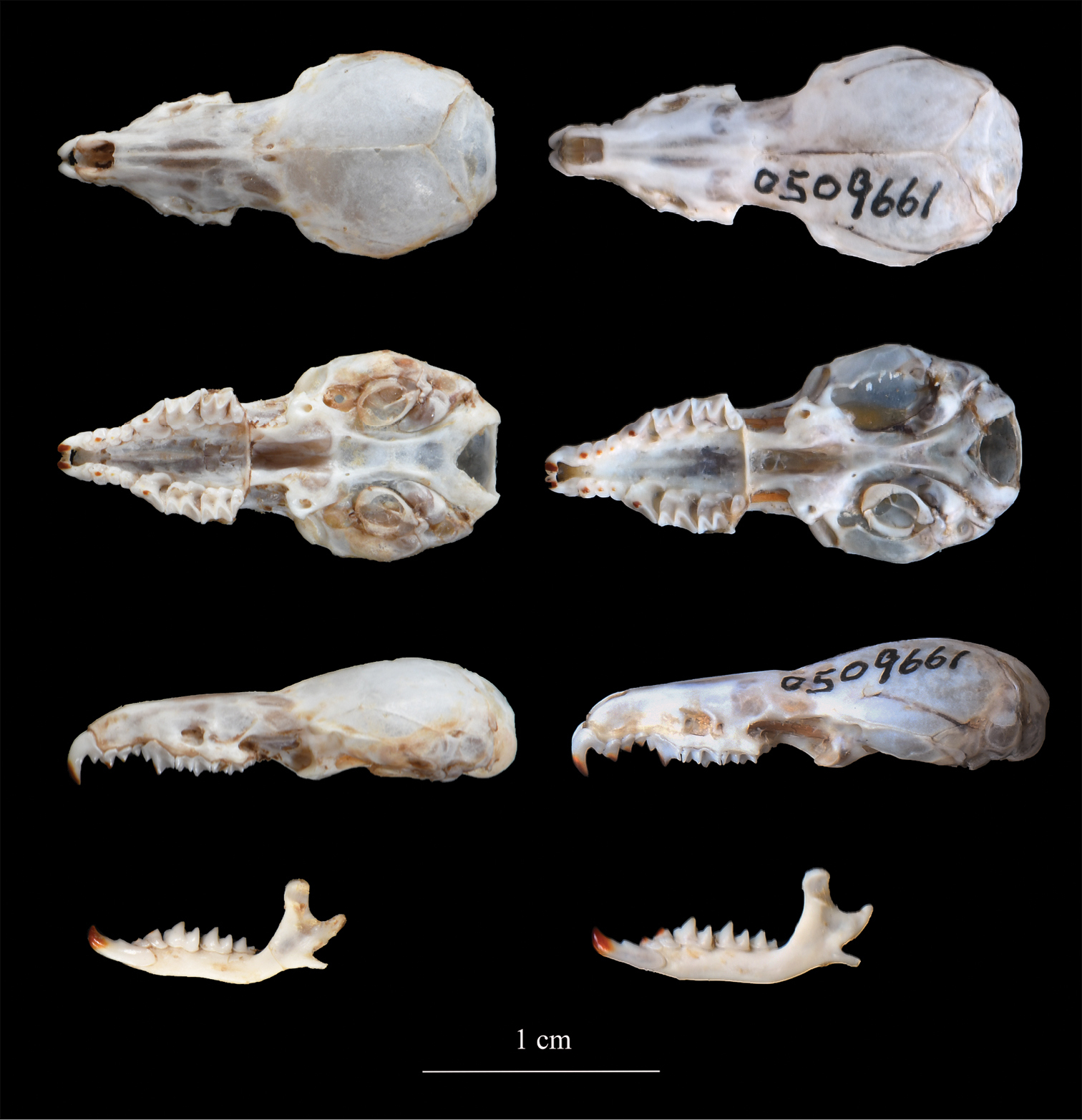
Schädel und Unterkiefer von Chodsigoa dabieshanensis im Vergleich zu jenen der De-Winton-Spitzmaus

Der Schädel wird 18,7 bis 19,3 mm lang und 8,8 bis 9,4 mm breit, seine Höhe beträgt 4,7 bis 5,2 mm. Im Bereich der Orbita zieht er auf 4,4 bis 4,6 mm Breite ein. Das Rostrum erstreckt sich über eine Länge von 6,5 bis 6,8 mm. Insgesamt ist der Schädel kurz und breit, deutlicher als es bei der De-Winton-Spitzmaus der Fall ist. Der Hirnschädel wirkt abgeflacht, das Rostrum kurz. Der Gaumen ist ebenfalls kurz und endet abrupt. Am schlanken Unterkiefer ragt der Kronenfortsatz steil und hoch auf und besitzt eine quadratische Form. Der Gelenkfortsatz ist nur schwach ausgebildet und trägt zwei Gelenkfacetten. Er steht in einem Winkel von 45° zum Kronenfortsatz. Der Winkelfortsatz hat eine lange und schlanke Gestalt. Das Gebiss besteht aus 28 Zähnen mit folgender Zahnformel: {\displaystyle {\frac {3.1.1.3}{2.0.1.3}}}. Der erste obere Schneidezahn ist groß und zeigt eine Sichelform. Typisch für die Vertreter der Gattung Chodsigoa sind die nachfolgenden drei oberen Zähne einspitzig. Ihre Größe nimmt nach hinten ab, so dass der dritte unicuspide Zahn nur halb so groß ist wie der erste. Der letzte steht außerdem im Kontakt mit dem Prämolaren. Im Unterkiefer ist der vorderste Schneidezahn ebenfalls groß und hakenförmig nach vorn gebogen. Darauf folgt ein flacher einspitziger Zahn, der wiederum direkt an den Prämolaren grenzt. Die Molaren nehmen im Unterkiefer nach hinten an Größe ab, im Oberkiefer ist der letzte Mahlzahn deutlich verkleinert. Alle Zähne der oberen Gebisshälfte mit Ausnahme der Molaren weisen kastanienfarbene Spitzen auf, für die untere trifft dies bis auf die letzten beiden Mahlzähne zu. Die obere Zahnreihe ist 7,9 bis 8,2 mm lang, die untere 7,2 bis 8,1 mm.

## Verbreitung
Chodsigoa dabieshanensis kommt in einem kleinen Verbreitungsgebiet in Ostasien vor. Die Art ist lediglich vom Dabie Shan in der chinesischen Provinz Anhui bekannt. Die Tiere nutzen dort Laubwälder in 750 bis 1250 m Höhe über dem Meeresspiegel. Im Bezug zu anderen Vertretern der Gattung Chodsigoa ist der Lebensraum sehr randlich gelegen. Das nächste Vorkommen findet sich erst rund 500 km weiter westlich in der Provinz Hebei, wo die De-Winton-Spitzmaus beheimatet ist.

## Lebensweise
Über die Lebensweise von Chodsigoa dabieshanensis liegen keine Informationen vor.

## Systematik
Chodsigoa dabieshanensis ist eine Art aus der Gattung Chodsigoa innerhalb der Familie der Spitzmäuse (Soricidae). Der Gattung Chodsigoa werden insgesamt knapp ein Dutzend Arten zugesprochen, die im zentralen und südwestlichen China und angrenzenden Gebieten verbreitet sind. Als besonderes Merkmal gelten die drei einspitzigen Zähne der oberen vorderen Gebissreihe, die kastanienbraun gefärbte Spitzen aufweisen. Ihre eingefärbten Zähne verbindet Chodsigoa näher mit den Rotzahnspitzmäusen (Sorex) und ordnet die Gattung dadurch in die Unterfamilie der Soricinae ein.
Molekulargenetischen Untersuchungen zufolge lässt sich die Gattung Chodsigoa in zwei Kladen aufspalten. Hierbei ist Chodsigoa dabieshanensis näher mit der De-Winton-Spitzmaus (Chodsigoa hypsibia) und der Yunnan-Zwergspitzmaus (Chodsigoa parva) verwandt. Zu ersterer besteht ein genetischer Abstand von 8,6 %, zu letzterer von 10,2 %. Alle drei Arten bilden die Klade I, während die restlichen Vertreter in Klade II stehen. Beide Verwandtschaftsgruppen können auch anatomisch unterschieden werden. Die Angehörigen der Klade I zeichnen sich gegenüber jenen der Klade II durch vergleichsweise kürzere Schwänze (weniger als 100 % der Länge des restlichen Körpers) und einen flacheren Schädel aus. Die deutlich randliche Verbreitung von Chodsigoa dabieshanensis im östlichen China weit abgetrennt von den anderen Formen macht eine stammesgeschichtliche Herleitung schwierig. Das heutige, bewaldete Refugium der Art im Dabie Shan erhebt sich inselartig aus der Landschaft. Vermutlich wanderten die Vorfahren schon recht früh ein und wurden durch klimatische und ökologische Faktoren isoliert. Einzelne Fossilien von Formen, die der De-Winton-Spitzmaus und der Yunnan-Zwergspitzmaus morphologisch ähneln, sind aus dem Unteren Pleistozän des östlichen und nordöstlichen Chinas bekannt.
Die wissenschaftliche Erstbeschreibung von Chodsigoa dabieshanensis erfolgte im Jahr 2022 durch ein Wissenschaftlerteam um Chen Zhongzheng. Ihr waren Feldforschungen in verschiedenen Naturschutzgebieten im Dabie Shan in der chinesischen Provinz Anhui vorausgegangen, die vom Mai 2017 bis August 2020 andauerten und während derer knapp ein Dutzend Individuen gefangen werden konnten. Den Holotypen bildet ein weibliches Tier, das zum Ende der Forschungszeit eingesammelt worden war. Es stammt aus dem Foziling-Naturreservat, dem Typusgebiet der Art. Der Namenszusatz dabieshanensis verweist auf den Dabie Shan als Fundregion.

## Gefährdung und Schutz
Die IUCN erfasst Chodsigoa dabieshanensis bisher nicht. Über den Gefährdungsstatus der Art liegen damit keine Informationen vor. Sie ist aus mehreren Naturschutzgebieten belegt, so aus dem Yaoleping-, dem Bancang- und dem Foziling-Naturreservat, alle in der chinesischen Provinz Anhui gelegen.